# Quatre voies du savoir
- la sagesse dans l'observation,
- la sagesse dans l'action,
- la sagesse de la nature,
- la sagesse du parfait miroir.

## Sources
- Albert Low: Hakuin on Kensho page 17.